# Huthmacher-Haus

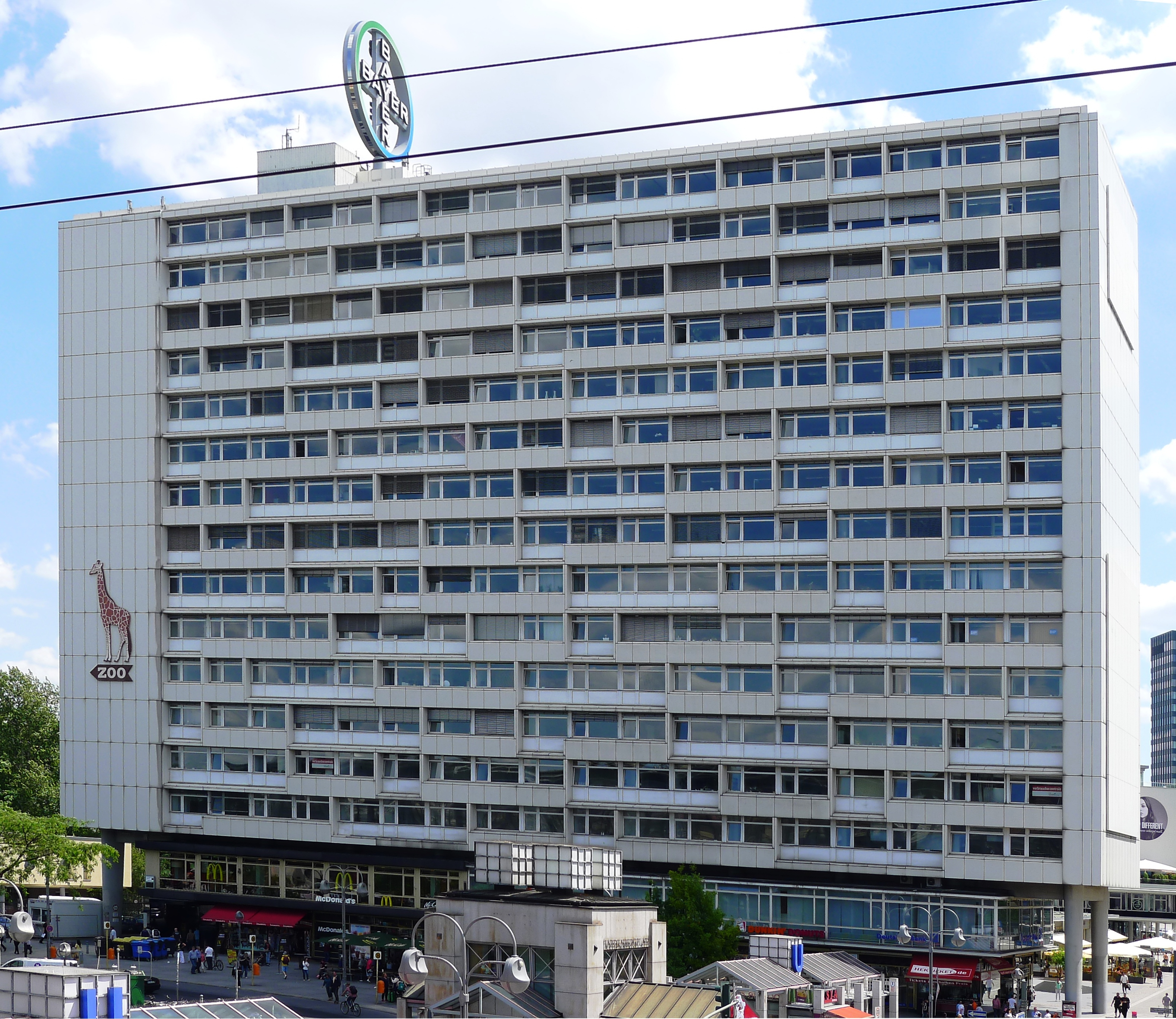
Ansicht Huthmacher-Haus, 2014

Das Huthmacher-Haus (auch: DOB-Hochhaus) ist ein Hochhaus und Baudenkmal am Hardenbergplatz in der Berliner City West im Ortsteil Charlottenburg. Der Name des Gebäudes geht auf das Café Huthmacher zurück, das in der ersten Etage lag und über Jahre ein beliebtes Tanzlokal war.

## Geschichte

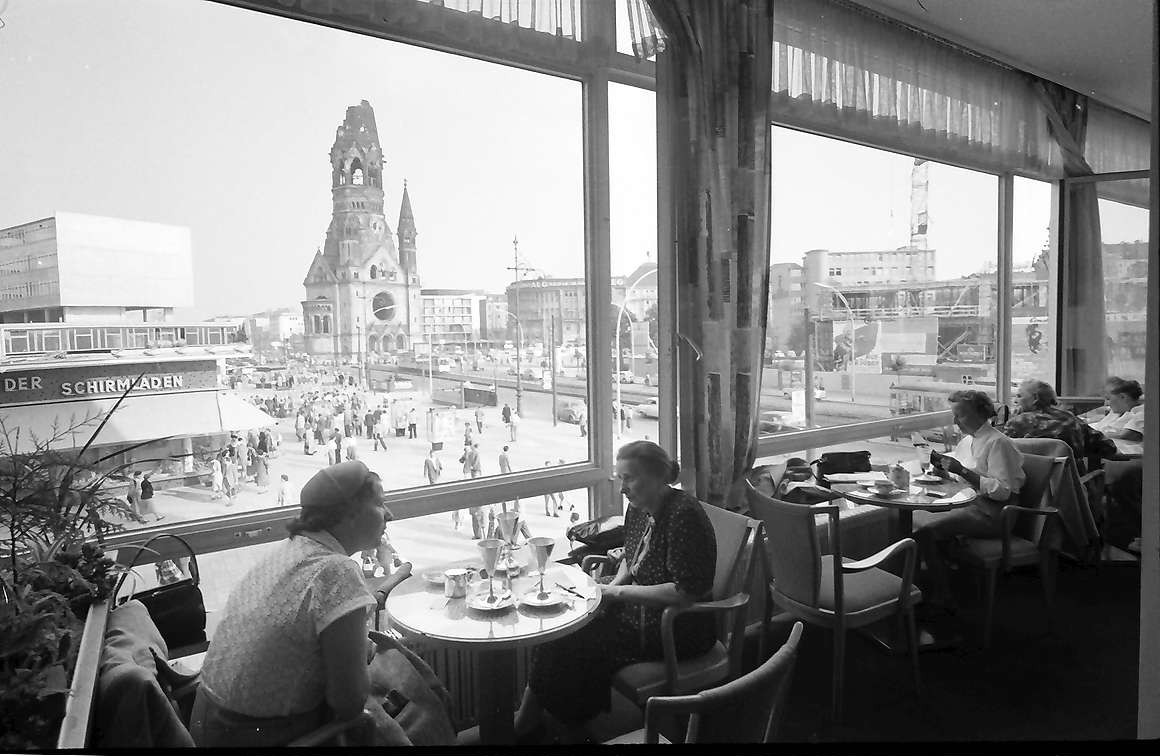
Im Café Huthmacher, Blick auf das Bikini-Haus und die Gedächtniskirche, 1957

Das Hochhaus entstand gegenüber dem Bahnhof Zoo in den Jahren 1955–1957 und wurde von den Architekten Paul Schwebes und Hans Schoszberger entworfen.
Der Bau wurde im Rahmen des Ensembles Zentrum am Zoo aus Wiederaufbaumitteln des Marshallplans und mit Geld des Schweizer Investors Jacques Rosenstein für die Berliner Bekleidungsindustrie finanziert. Heute zählt das Gebäude zum Komplex Bikini Berlin.
In den ersten Jahren wurde das Gebäude DOB-Hochhaus genannt, da Hersteller von Damen-Oberbekleidung dort Büros und Ausstellungsräume betrieben und im benachbarten Bikini-Haus mit bis zu 700 Nähmaschinen Kleidung produziert wurde. Im Jahr 2002 erwarb das Immobilienunternehmen Bayerische Hausbau das Gebäude.
Von einem geplanten Abriss des Hochhauses und Neubau an gleicher Stelle wurde nach dem Widerstand von Denkmalschützern abgesehen. Bis zum Jahr 2023 sollte das Hochhaus saniert werden, dabei wird neben dem Umbau im Inneren auch die Außenfassade grundgereinigt.

## Architektur
Der Bau der Architekten Schwebes und Schoszberger verfügt über 16 Etagen und markante horizontale Fensterbänder. Die originale Sichtbetonfassade des Gebäudes wurde 1985 während einer klimatechnischen Sanierung durch eine Aluminiumfassade ersetzt.

## Sonstiges
Im Jahr 1983 eröffnete die US-amerikanische Schnellrestaurantkette McDonald’s ihr erstes Berliner Restaurant im ehemaligen Café Huthmacher.